# Амвросиевский цементный комбинат
Амвросиевский цементный комбинат (укр. Амвросіївський цементний комбінат) — промышленное предприятие в Амвросиевке, в состав которого входят 5 заводов и 4 карьера.

## История
История предприятия начинается в 1896 году, когда в Амвросиевке был сооружён первый цементный завод. В 1898 году здесь начал работу второй цементный завод (оба выпускали в основном портландцемент), в 1913 году был построен и в 1914 году - введён в эксплуатацию третий цементный завод.

### 1918 - Год
После Октябрьской революции 1917 года заводы были национализированы, после гражданской войны - восстановлены и возобновили производство (при этом построенный в 1913 - 1914 гг. завод получил наименование Амвросиевский цементный завод № 1 и в дальнейшем стал главным предприятием).
В ходе индустриализации предприятие было реконструировано: в 1930 году был построен новый корпус цементного завода № 1 с 4 автоматизированными шахтными печами, в 1932 году на этом же заводе были введены в строй ещё 8 автоматизированных шахтных печей. В результате, производственные мощности увеличились и уже в 1932 году завод произвёл 343 тыс. тонн цемента.
В ходе боевых действий Великой Отечественной войны предприятия пострадали, в период немецкой оккупации при приближении к городу линии фронта все цементные заводы были разрушены немцами, но после окончания войны в соответствии с четвёртым пятилетним планом восстановления и развития народного хозяйства СССР были отстроены. При этом Амвросиевский цементный завод возобновил работу 1 февраля 1944 года.
В 1949 году довоенный объем производства был восстановлен и Амвросиевский цементный завод № 1 был награждён орденом Ленина.
В 1953 году был построен Новоамвросиевский цементный завод.
В 1954 году в результате объединения всех цементных заводов Амвросиевки и карьеров по добыче сырья был создан Амвросиевский ордена Ленина цементный комбинат.
В 1961 - 1962 гг. был построен асбестотрубный завод, который также был включен в состав комбината.
В 1976 году комбинат произвёл 3,9 млн. тонн цемента и 3,3 тыс. км асбестоцементных труб.
По состоянию на начало 1978 года в состав комбината входили 4 цементных и асбестотрубный завод и 4 карьера, основной продукцией предприятия являлся цемент различных марок и асбестоцементные трубы. В это же время на предприятии занимались автоматизацией технологических процессов и осваивали производство новых типов цемента.
21 октября 1987 года Совет министров УССР принял постановление о продолжении реконструкции предприятия, которая предусматривала расширение производственных мощностей (на 150 тыс. клинкера и 1800 тыс. тонн цементного сырья в 1988 - 1990 годы) и осуществление комплекса природоохранных мероприятий, однако программа реконструкции была реализована не полностью.
11 октября 1989 года комбинат вошёл в состав концерна по производству цемента.
В советское время комбинат работал в производственной кооперации с заводами железобетонных изделий Донбасса и являлся крупнейшим предприятием города.

### После 1991
После провозглашения независимости Украины комбинат стал одним из крупнейших цементных предприятий Украины, в 1995 году государственное предприятие было преобразовано в открытое акционерное общество.
В 2006 году комбинат вошёл в состав группы "HeidelbergCement".
Начавшийся в 2008 году экономический кризис осложнил положение комбината, в 2009 году объёмы производства цемента сократились до 554,6 тыс. тонн.
В июне 2016 года появилась информация, что Амвросиевский цементный завод возобновил работу после двухлетнего простоя. 
Несмотря на трудную финансовую ситуацию в 2019 году, уже в 2020 году Амвросиевский цементный завод начал производить новые марки цемента. 

## Дополнительная информация
- Педан, Александр Леонтьевич - Герой Социалистического Труда